# Puchar Pacyfiku w Boksie 2006
Puchar Pacyfiku w Boksie 2006 – pierwsza edycja ekwadorskiego turnieju bokserskiego, który odbywał się w dniach 5-9 października 2006 r. w Guayaquil

## Zwycięzcy
| Kat. wagowa                    |                   |
| ------------------------------ | ----------------- |
| Waga papierowa (– 48 kg)       | Patricio Calero   |
| Waga musza (– 51 kg)           | Juan Vega         |
| Waga kogucia (– 54 kg)         | Hector Manzanilla |
| Waga piórkowa (– 57 kg)        | Carlos Zambrano   |
| Waga lekka (– 60 kg)           | Víctor Castillo   |
| Waga lekkopółśrednia (– 64 kg) | Luis Romero       |
| Waga półśrednia (– 69 kg)      | Jaime Cortez      |
| Waga średnia (– 75 kg)         | Pedro Calla       |
| Waga półciężka (– 81 kg)       | Francisco Ortiz   |
| Waga ciężka (> 91 kg)          | Jose Payares      |